# Liga Mexicana de Béisbol 2006
La Temporada 2006 de la Liga Mexicana de Béisbol fue la edición número 82. Los Tigres de la Angelópolis buscaban retener su título conseguido la temporada anterior.
Sólo hubo un cambio de sede, que fue el de los Langosteros de Cancún a Poza Rica, que a mitad de la temporada se mudaron a Córdoba por problemas con el sindicato encargado del Estadio Heriberto Jara Corona de Poza Rica. El equipo jugó en el Estadio "Beisborama" de Córdoba, Veracruz bajo el nombre de Cafeteros de Córdoba.
Se continúa con las Zonas Norte y Sur; el único cambio que hubo entre dichas zonas fue que el Puebla se cambió a la Norte y el México a la Zona Sur.
En cuanto al sistema de competencia, se redujeron los extranjeros por equipo de 6 a 4 y se eliminó la opción del mejor perdedor en los playoffs, como consecuencia sólo clasifican 4 equipos por zona y se elimina una serie de postemporada quedando solamente el 1.er playoff, las finales por zonas y la Serie Final. El calendario constaba de 110 partidos y nuevamente las series inaugurales se realizaron en martes y miércoles.
Los Sultanes de Monterrey impusieron un récord de victorias de la liga con 79, pero en la Serie Final fueron derrotados por los Leones de Yucatán, que obtuvieron el título 3 de su historia.

## Equipos participantes
| Liga Mexicana de Béisbol 2006 |                                              |           |                                       |                                      |               |
| Zona                          | Equipo                                       | Fundación | Ciudad                                | Estadio                              | Capacidad     |
| Norte                         | Acereros del Norte                           | 1974      | Monclova, Coahuila                    | Monclova                             | 8,500         |
| Norte                         | Pericos de Puebla                            | 1938      | Puebla, Puebla                        | Hermanos Serdán                      | 12,112        |
| Norte                         | Potros de Tijuana                            | 2004      | Tijuana, Baja California              | Calimax                              | 17,000        |
| Norte                         | Rieleros de Aguascalientes                   | 1975      | Aguascalientes, Aguascalientes        | Alberto Romo Chávez                  | 6,494         |
| Norte                         | Saraperos de Saltillo                        | 1970      | Saltillo, Coahuila                    | Francisco I. Madero                  | 16,000        |
| Norte                         | Sultanes de Monterrey                        | 1939      | Monterrey, Nuevo León                 | Monterrey                            | 22,061        |
| Norte                         | Tuneros de San Luis                          | 1926      | San Luis Potosí, San Luis Potosí      | 20 de Noviembre                      | 6,500         |
| Norte                         | Vaqueros Laguna                              | 1940      | Torreón, Coahuila                     | Revolución                           | 9,500         |
| Sur                           | Diablos Rojos del México                     | 1940      | México, D. F.                         | Foro Sol                             | 25,000        |
| Sur                           | Guerreros de Oaxaca                          | 1996      | Oaxaca, Oaxaca                        | Eduardo Vasconcelos                  | 7,200         |
| Sur                           | Leones de Yucatán                            | 1954      | Mérida, Yucatán                       | Kukulcán                             | 14,917        |
| Sur                           | Olmecas de Tabasco                           | 1975      | Villahermosa, Tabasco                 | Centenario 27 de Febrero             | 8,500         |
| Sur                           | Petroleros de Poza Rica/Cafeteros de Córdoba | 1958/1934 | Poza Rica, Veracruz/Córdoba, Veracruz | Heriberto Jara Corona/"Beisborama"   | 10,000/12,000 |
| Sur                           | Piratas de Campeche                          | 1980      | Campeche, Campeche                    | Nelson Barrera Romellón              | 6,000         |
| Sur                           | Rojos del Águila de Veracruz                 | 1903      | Veracruz, Veracruz                    | Deportivo Universitario "Beto Ávila" | 7,782         |
| Sur                           | Tigres de la Angelópolis                     | 1955      | Puebla, Puebla                        | Hermanos Serdán                      | 12,112        |

## Posiciones

### Primera Vuelta
| Zona Norte     | Zona Norte | Zona Norte | Zona Norte | Zona Norte |
| Equipo         | JG         | JP         | PCT        | JV         |
| -------------- | ---------- | ---------- | ---------- | ---------- |
| Monterrey      | 39         | 16         | .709       | -          |
| Puebla         | 34         | 22         | .607       | 5.5        |
| Saltillo       | 34         | 21         | .607       | 5.5        |
| Tijuana        | 32         | 24         | .571       | 7.5        |
| San Luis       | 27         | 29         | .482       | 12.5       |
| Monclova       | 24         | 32         | .429       | 15.5       |
| Laguna         | 22         | 34         | .393       | 17.5       |
| Aguascalientes | 13         | 42         | .236       | 26.0       |

| Zona Sur    | Zona Sur | Zona Sur | Zona Sur | Zona Sur |
| Equipo      | JG       | JP       | PCT      | JV       |
| ----------- | -------- | -------- | -------- | -------- |
| México      | 35       | 20       | .636     | -        |
| Angelópolis | 32       | 24       | .571     | 3.5      |
| Oaxaca      | 31       | 25       | .554     | 4.5      |
| Yucatán     | 29       | 26       | .527     | 6.0      |
| Campeche    | 24       | 32       | .429     | 11.5     |
| Tabasco     | 24       | 32       | .429     | 11.5     |
| Veracruz    | 23       | 32       | .418     | 12.0     |
| Poza Rica   | 22       | 33       | .400     | 13.0     |

### Segunda Vuelta
| Zona Norte     | Zona Norte | Zona Norte | Zona Norte | Zona Norte |
| Equipo         | JG         | JP         | PCT        | JV         |
| -------------- | ---------- | ---------- | ---------- | ---------- |
| Monterrey      | 40         | 14         | .741       | -          |
| Puebla         | 30         | 22         | .577       | 9.0        |
| Saltillo       | 28         | 23         | .549       | 10.5       |
| Laguna         | 28         | 25         | .528       | 11.5       |
| Tijuana        | 26         | 28         | .481       | 14.0       |
| Monclova       | 24         | 28         | .462       | 15.0       |
| San Luis       | 22         | 32         | .407       | 18.0       |
| Aguascalientes | 14         | 39         | .264       | 25.5       |

| Zona Sur    | Zona Sur | Zona Sur | Zona Sur | Zona Sur |
| Equipo      | JG       | JP       | PCT      | JV       |
| ----------- | -------- | -------- | -------- | -------- |
| Oaxaca      | 32       | 19       | .627     | -        |
| México      | 31       | 20       | .608     | 1.0      |
| Angelópolis | 29       | 21       | .580     | 2.5      |
| Yucatán     | 29       | 25       | .537     | 4.5      |
| Veracruz    | 26       | 26       | .500     | 6.5      |
| Campeche    | 23       | 29       | .442     | 9.5      |
| Córdoba     | 21       | 31       | .404     | 11.5     |
| Tabasco     | 15       | 36       | .294     | 17.0     |

### Global
| Monterrey      | 79 | 30 | .725 |
| Puebla         | 64 | 44 | .539 |
| Saltillo       | 62 | 45 | .579 |
| Tijuana        | 58 | 52 | .527 |
| Laguna         | 50 | 59 | .459 |
| San Luis       | 49 | 61 | .445 |
| Monclova       | 48 | 60 | .444 |
| Aguascalientes | 27 | 81 | .250 |

| México              | 66 | 40 | .623 |
| Oaxaca              | 63 | 44 | .589 |
| Angelópolis         | 61 | 45 | .575 |
| Yucatán             | 58 | 51 | .532 |
| Veracruz            | 49 | 58 | .458 |
| Campeche            | 47 | 61 | .435 |
| Poza Rica / Córdoba | 43 | 64 | .402 |
| Tabasco             | 39 | 68 | .364 |

| Clasificado a los playoffs |

## Juego de Estrellas
El Juego de Estrellas de la LMB fue realizado el 28 de mayo en el Parque Alberto Romo Chávez, casa de los Rieleros de Aguascalientes. El partido fue ganado por la Zona Norte por 4-2. El dominicano Dionys César de los Sultanes de Monterrey fue elegido el Jugador Más Valioso del partido, mientras que el estadounidense Donny León de los Pericos de Puebla fue el ganador del Home Run Derby.

## Play-offs
|  | Primer Play off  | Primer Play off  |           |   | Finales de zona   | Finales de zona   |  |  | Serie Final       | Serie Final       |
|  | 1 - 10 de agosto | 1 - 10 de agosto |           |   | 12 - 18 de agosto | 12 - 18 de agosto |  |  | 22 - 27 de agosto | 22 - 27 de agosto |
|  |                  |                  |           |   |                   |                   |  |  |                   |                   |
|  |                  |                  |           |   |                   |                   |  |  |                   |                   |
|  |                  |                  |           |   |                   |                   |  |  |                   |                   |
|  | Saltillo         | 4                |           |   |                   |                   |  |  |                   |                   |
|  | Saltillo         | 4                |           |   |                   |                   |  |  |                   |                   |
|  | Puebla           | 3                |           |   |                   |                   |  |  |                   |                   |
|  | Puebla           | 3                | Saltillo  | 1 |                   |                   |  |  |                   |                   |
|  | Zona Norte       |                  | Saltillo  | 1 |                   |                   |  |  |                   |                   |
|  |                  | Monterrey        | 4         |   |                   |                   |  |  |                   |                   |
|  | Tijuana          | Monterrey        | 4         | 1 |                   |                   |  |  |                   |                   |
|  | Tijuana          |                  |           | 1 |                   |                   |  |  |                   |                   |
|  | Monterrey        | 4                |           |   |                   |                   |  |  |                   |                   |
|  | Monterrey        | 4                | Monterrey | 1 |                   |                   |  |  |                   |                   |
|  |                  |                  | Monterrey | 1 |                   |                   |  |  |                   |                   |
|  |                  | Yucatán          | 4         |   |                   |                   |  |  |                   |                   |
|  | Yucatán          | Yucatán          | 4         | 4 |                   |                   |  |  |                   |                   |
|  | Yucatán          |                  |           | 4 |                   |                   |  |  |                   |                   |
|  | México           | 3                |           |   |                   |                   |  |  |                   |                   |
|  | México           | 3                | Yucatán   | 4 |                   |                   |  |  |                   |                   |
|  | Zona Sur         |                  | Yucatán   | 4 |                   |                   |  |  |                   |                   |
|  |                  | Angelópolis      | 1         |   |                   |                   |  |  |                   |                   |
|  | Angelópolis      | Angelópolis      | 1         | 4 |                   |                   |  |  |                   |                   |
|  | Angelópolis      |                  |           | 4 |                   |                   |  |  |                   |                   |
|  | Oaxaca           | 2                |           |   |                   |                   |  |  |                   |                   |
|  | Oaxaca           | 2                |           |   |                   |                   |  |  |                   |                   |

| Campeón de la Liga Mexicana de Béisbol Leones de Yucatán 3.º título |

### Primer Playoff
| Juego | Fecha    | Visitante | Resultado | Local    |
| ----- | -------- | --------- | --------- | -------- |
| 1     | 1/08/06  | Saltillo  | 2-3       | Puebla   |
| 2     | 2/08/06  | Saltillo  | 7-4       | Puebla   |
| 3     | 4/08/06  | Puebla    | 5-7       | Saltillo |
| 4     | 5/08/05  | Puebla    | 2-8       | Saltillo |
| 5     | 6/08/06  | Puebla    | 13-4      | Saltillo |
| 6     | 9/08/06  | Saltillo  | 11-12     | Puebla   |
| 7     | 10/08/06 | Saltillo  | 2-1       | Puebla   |

| Juego | Fecha   | Visitante | Resultado | Local     |
| ----- | ------- | --------- | --------- | --------- |
| 1     | 1/08/06 | Tijuana   | 4-3       | Monterrey |
| 2     | 2/08/06 | Tijuana   | 4-5       | Monterrey |
| 3     | 4/08/06 | Monterrey | 13-5      | Tijuana   |
| 4     | 5/08/06 | Monterrey | 3-2       | Tijuana   |
| 5     | 6/08/06 | Monterrey | 7-6       | Tijuana   |

| Juego | Fecha    | Visitante | Resultado | Local   |
| ----- | -------- | --------- | --------- | ------- |
| 1     | 1/08/06  | Yucatán   | 8-3       | México  |
| 2     | 2/08/06  | Yucatán   | 13-16     | México  |
| 3     | 4/08/06  | México    | 0-7       | Yucatán |
| 4     | 5/08/06  | México    | 12-4      | Yucatán |
| 5     | 6/08/06  | México    | 0-3       | Yucatán |
| 6     | 8/08/06  | Yucatán   | 3-7       | México  |
| 7     | 10/08/06 | Yucatán   | 5-4       | México  |

| Juego | Fecha    | Visitante   | Resultado | Local       |
| ----- | -------- | ----------- | --------- | ----------- |
| 1     | 1/08/06  | Angelópolis | 14-4      | Oaxaca      |
| 2     | 2/08/06  | Angelópolis | 4-6       | Oaxaca      |
| 3     | 5/08/06  | Oaxaca      | 14-0      | Angelópolis |
| 4     | 7/08/06  | Oaxaca      | 0-2       | Angelópolis |
| 5     | 8/08/06  | Oaxaca      | 6-10      | Angelópolis |
| 6     | 10/08/06 | Angelópolis | 10-6      | Oaxaca      |

### Series de Zona
| Juego | Fecha    | Visitante | Resultado | Local     |
| ----- | -------- | --------- | --------- | --------- |
| 1     | 12/08/06 | Saltillo  | 5-6       | Monterrey |
| 2     | 13/08/06 | Saltillo  | 2-6       | Monterrey |
| 3     | 15/08/06 | Monterrey | 10-7      | Saltillo  |
| 4     | 16/08/06 | Monterrey | 5-9       | Saltillo  |
| 5     | 17/08/06 | Monterrey | 15-5      | Saltillo  |

| Juego | Fecha    | Visitante   | Resultado | Local       |
| ----- | -------- | ----------- | --------- | ----------- |
| 1     | 13/08/06 | Yucatán     | 1-7       | Angelópolis |
| 2     | 14/08/06 | Yucatán     | 9-3       | Angelópolis |
| 3     | 16/08/06 | Angelópolis | 0-3       | Yucatán     |
| 4     | 17/08/06 | Angelópolis | 5-7       | Yucatán     |
| 5     | 18/08/06 | Angelópolis | 2-6       | Yucatán     |

### Equipo campeón
El 27 de agosto los Leones de Yucatán dirigidos por Lino Rivera se coronaron campeones en su estadio, el Parque Kukulcán de Mérida, Yucatán; luego de que Jesús Castillo conectara cuadrangular solitario en la 14.ª entrada para romper el empate ante los Sultanes de Monterrey y llevarse la serie por el título 29 7 juegos a 1.

## Serie Final

### Juego 1
22 de agosto de 2006; Estadio de Béisbol Monterrey, Monterrey, Nuevo León
| Equipo                                                                          | 1 | 2 | 3 | 4 | 5 | 6 | 7 | 8 | 9 | C | H | E |
| ------------------------------------------------------------------------------- | - | - | - | - | - | - | - | - | - | - | - | - |
| Yucatán                                                                         | 0 | 0 | 0 | 4 | 0 | 0 | 0 | 0 | 0 | 4 | 5 | 1 |
| Monterrey                                                                       | 0 | 0 | 0 | 2 | 1 | 2 | 0 | 0 | X | 5 | 6 | 0 |
| G: Gaudencio Aguirre (1-0); P: Ignacio Flores (0-1); SV: Máximo de la Rosa (1). |   |   |   |   |   |   |   |   |   |   |   |   |
| HR: YUC - R. Sánchez (1); MTY - L. A. García (1), M. López (1). ASIST: 27,500.  |   |   |   |   |   |   |   |   |   |   |   |   |

### Juego 2
23 de agosto de 2006; Estadio de Béisbol Monterrey, Monterrey, Nuevo León
| Equipo                                                                | 1 | 2 | 3 | 4 | 5 | 6 | 7 | 8 | 9 | C  | H  | E |
| --------------------------------------------------------------------- | - | - | - | - | - | - | - | - | - | -- | -- | - |
| Yucatán                                                               | 0 | 0 | 2 | 4 | 1 | 5 | 0 | 0 | 0 | 12 | 14 | 0 |
| Monterrey                                                             | 0 | 0 | 0 | 1 | 0 | 1 | 2 | 3 | 1 | 8  | 9  | 2 |
| G: Salvador Arellano (1-0); P: Walter Silva (0-1); SV: No hubo.       |   |   |   |   |   |   |   |   |   |    |    |   |
| HR: MTY - M. López (2), H. Gómez (1), E. Quintero (1). ASIST: 23,836. |   |   |   |   |   |   |   |   |   |    |    |   |

### Juego 3
25 de agosto de 2006; Estadio Kukulcán, Mérida, Yucatán
| Equipo                                                                  | 1 | 2 | 3 | 4 | 5 | 6 | 7 | 8 | 9 | C | H | E |
| ----------------------------------------------------------------------- | - | - | - | - | - | - | - | - | - | - | - | - |
| Monterrey                                                               | 0 | 0 | 0 | 0 | 0 | 0 | 0 | 1 | 0 | 1 | 5 | 0 |
| Yucatán                                                                 | 0 | 0 | 3 | 0 | 0 | 0 | 0 | 0 | X | 3 | 7 | 0 |
| G: Eduardo Salgado (1-0); P: Alfredo Aceves (0-1); SV: José Vargas (1). |   |   |   |   |   |   |   |   |   |   |   |   |
| HR: MTY - E. Quintero (2). ASIST: 12,006.                               |   |   |   |   |   |   |   |   |   |   |   |   |

### Juego 4
26 de agosto de 2006; Estadio Kukulcán, Mérida, Yucatán
| Equipo                                                                 | 1 | 2 | 3 | 4 | 5 | 6 | 7 | 8 | 9 | C | H | E |
| ---------------------------------------------------------------------- | - | - | - | - | - | - | - | - | - | - | - | - |
| Monterrey                                                              | 0 | 0 | 0 | 0 | 0 | 0 | 0 | 1 | 0 | 1 | 4 | 2 |
| Yucatán                                                                | 0 | 0 | 0 | 3 | 0 | 1 | 0 | 0 | X | 4 | 7 | 0 |
| G: William Vizcarra (1-0); P: Juan Acevedo (0-1); SV: José Vargas (2). |   |   |   |   |   |   |   |   |   |   |   |   |
| HR: YUC - R. Sánchez (2). ASIST: 12,306.                               |   |   |   |   |   |   |   |   |   |   |   |   |

### Juego 5
27 de agosto de 2006; Estadio Kukulcán, Mérida, Yucatán
| Equipo                                                    | 1 | 2 | 3 | 4 | 5 | 6 | 7 | 8 | 9 | 10 | 11 | 12 | 13 | 14 | C | H | E |
| --------------------------------------------------------- | - | - | - | - | - | - | - | - | - | -- | -- | -- | -- | -- | - | - | - |
| Monterrey                                                 | 0 | 1 | 0 | 0 | 0 | 0 | 0 | 0 | 0 | 0  | 0  | 0  | 0  | 0  | 1 | 9 | 3 |
| Yucatán                                                   | 0 | 1 | 0 | 0 | 0 | 0 | 0 | 0 | 0 | 0  | 0  | 0  | 0  | 1  | 2 | 7 | 2 |
| G: José Vargas (4-0); P: Miguel Rubio (1-1); SV: No hubo. |   |   |   |   |   |   |   |   |   |    |    |    |    |    |   |   |   |
| HR: YUC - J. Castillo (1). ASIST: 12,436.                 |   |   |   |   |   |   |   |   |   |    |    |    |    |    |   |   |   |

7:10

## Líderes
A continuación se muestran los lideratos tanto individuales como colectivos de los diferentes departamentos de bateo y de pitcheo.

### Bateo
| Categoría           | Individual            | Marca | Colectivo                | Marca |
| ------------------- | --------------------- | ----- | ------------------------ | ----- |
| Porcentaje          | Derrick White (TIJ)   | .407  | Sultanes de Monterrey    | .322  |
| Carreras Producidas | Eduardo Ríos (AGS)    | 112   | Sultanes de Monterrey    | 699   |
| Home Runs           | Eduardo Ríos (AGS)    | 33    | Diablos Rojos del México | 136   |
| Carreras Anotadas   | Mendy López (MTY)     | 92    | Sultanes de Monterrey    | 748   |
| Hits                | Dionys César (MTY)    | 163   | Sultanes de Monterrey    | 1,243 |
| Dobles              | Darryl Brinkley (SLP) | 35    | Vaqueros Laguna          | 244   |
| Triples             | Luis Arredondo (YUC)  | 11    | Leones de Yucatán        | 37    |
| Bases Robadas       | Dionys César (MTY)    | 42    | Sultanes de Monterrey    | 127   |
| Slugging            | Jorge Vázquez (TIG)   | .739  | Diablos Rojos del México | .494  |

### Pitcheo
| Categoría         | Individual                                                 | Marca | Colectivo             | Marca |
| ----------------- | ---------------------------------------------------------- | ----- | --------------------- | ----- |
| Efectividad       | Hansel Izquierdo (PR-COR)                                  | 2.92  | Sultanes de Monterrey | 4.17  |
| Juegos Ganados    | Carlos Elizalde (OAX) Alonso Beltrán (TIJ)                 | 13    | Sultanes de Monterrey | 79    |
| Ponches           | Óscar Rivera (YUC)                                         | 112   | Saraperos de Saltillo | 664   |
| Entradas Lanzadas | José Santiago (TAB)                                        | 146.1 | Vaqueros Laguna       | 971.1 |
| Juegos Completos  | Hansel Izquierdo (PR-COR)                                  | 7     | Poza Rica-Córdoba     | 10    |
| Blanqueadas       | Emil Kamar (PUE) Alberto Manrique (LAG) Óscar Rivera (YUC) | 2     | Leones de Yucatán     | 10    |
| Juegos Salvados   | José Vargas (YUC)                                          | 27    | Guerreros de Oaxaca   | 35    |
| WHIP              | Alfredo Aceves (MTY)                                       | 1.23  | Sultanes de Monterrey | 1.40  |

## Designaciones
| Designación         | Ganador                       | Equipo                                      |
| ------------------- | ----------------------------- | ------------------------------------------- |
| Jugador más valioso | Mendy López                   | Sultanes de Monterrey                       |
| Pitcher del año     | Hugo Castellanos              | Potros de Tijuana                           |
| Relevista del año   | José Vargas                   | Leones de Yucatán                           |
| Novato del año      | Salvador Robles Iván Terrazas | Diablos Rojos del México Acereros del Norte |
| Retorno del año     | Salvador Rodríguez            | Leones de Yucatán - Potros de Tijuana       |
| Mánager del año     | Homar Rojas                   | Guerreros de Oaxaca                         |
| Ejecutivo del año   | Gustavo Ricalde               | Leones de Yucatán                           |

## Acontecimientos relevantes
- 24 de marzo: Jesús Guzmán (5 entradas) y Cecilio Garibaldi (2) de los Tigres de la Angelópolis le lanzan juego sin hit ni carrera de 7 entradas a los Petroleros de Poza Rica, ganando 2-0 en el Estadio Heriberto Jara Corona de Poza Rica, Veracruz, siendo el quinto que se lograba de manera combinada.[4]
- 13 de mayo: Jorge Alberto Vázquez de los Tigres de la Angelópolis se convierte en el quinto pelotero en la historia en conectar 4 home runs en un juego de 9 entradas; lo hace contra los Olmecas de Tabasco.
- 30 de mayo: Pasqual Coco de los Acereros del Norte le lanza juego perfecto de 5 entradas a los Tigres de la Angelópolis, en un partido disputado en Puebla, Puebla y que terminó con marcador de 6-0.[5]
- 1 de julio: Óscar Rivera le lanza juego sin hit ni carrera de 7 entradas a los Rojos del Águila de Veracruz, en un partido disputado en Veracruz, Veracruz y que terminó con marcador de 8-0.[6]